# Can Vilaró
Can Vilaró es un edificio residencial, situado en el municipio de Anglés (provincia de Gerona, Cataluña, España) y en la calle del Empedrat número 9, del período de los siglos XVI-XVII y catalogado en el Inventario del Patrimonio Arquitectónico de Cataluña.
Actualmente los bajos de la casa funcionan como horno y venta de pan.  Se trata de un inmueble de dos plantas y buhardilla, que hace esquina con la calle del Castell y que está a la derecha de la calle del Empedrat. Cubierto con un tejado a dos aguas de vertientes a fachada y con un gran alero, responde a la tipología de casa medieval.
La planta baja destaca por el gran portal de acceso adintelado de arco de medio punto con unas dovelas de gran tamaño muy bien escuadradas. El portal al mismo tiempo se encuentra flanqueado por dos aberturas: a la derecha hay una gran abertura rectangular, que actúa como portal secundario y que consta de dintel monolítico conformando un arco plano y montantes de piedra. A la izquierda hay una minúscula abertura rectangular con montantes de piedra.
En cuanto al primer piso, este consta de tres vanos de similar tipología, es decir: rectangulares, con dintel monolítico conformando un arco plano, montantes de piedra bien escuadrados, antepecho trabajado y debajo del cual está la solución que consiste en disponer tres piedras como medida de refuerzo y apoyo en la sustentación de la pesada ventana. De las tres destaca especialmente la ventana central mucho más acentuada ya que tiene un tamaño mayor, completamente simétrica al gran portal adovelado con el que comunica a través de las dos piedras de refuerzo. El dintel de esta ventana recoge una inscripción que dice:. Franciscus GUNDAY pre 1680.
Finalmente, el segundo piso ejercería las tareas de buhardilla y reproduce la misma solución o planteamiento formal aplicado en el piso anterior. La única diferencia aparece en las tres ventanas de este segundo piso las que tienen un tamaño sensiblemente menor y no disponen de antepecho en comparación me las de la planta noble.
A modo de apunte destaca la pervivencia, en la fachada que da a la calle del Empedrat, de un antiguo banco de piedra adosado a la fachada.